# 万座毛

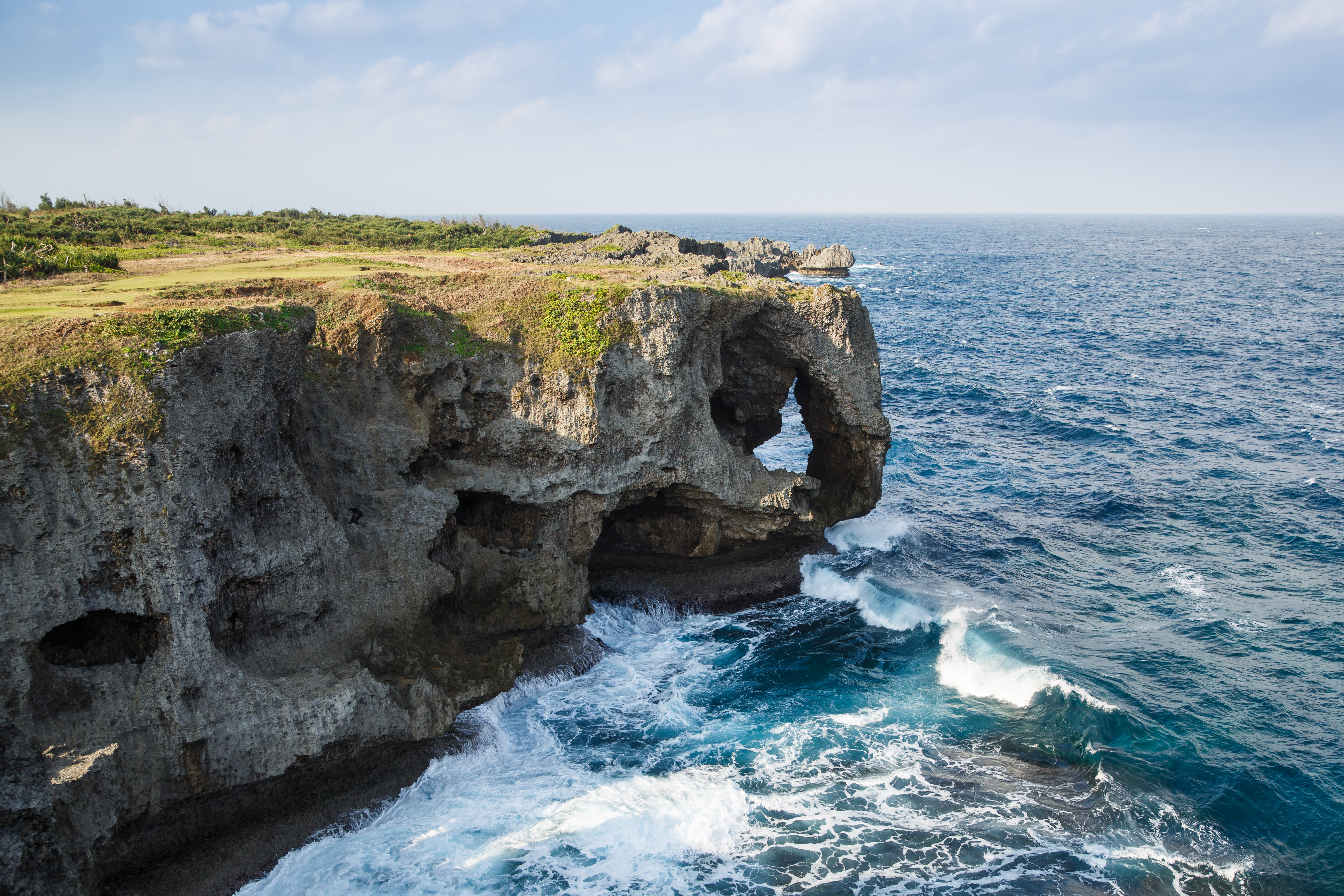
盛夏の万座毛

万座毛（まんざもう）は、沖縄県国頭郡恩納村にある名勝地。恩納村のほぼ中央、東シナ海に面した標高約20メートルの琉球石灰岩からなる絶壁で、象の鼻に似た奇岩がある。崖上は芝生台地となっている。
1972年（昭和47年）5月12日に県の名勝に指定された。沖縄海岸国定公園に位置する。

## 名前の由来
1726年（尚敬14年）に時の琉球国王尚敬王が国頭巡視の途中に恩納を訪れ、村人がクンシイ毛で臼太鼓（ウシデーク）を披露し、盛大に歓迎した。感動した王がその絶景を「万人を座しめるに足る毛」と称賛したことから、万座毛と呼ばれるようになったと言われている。

## 自然

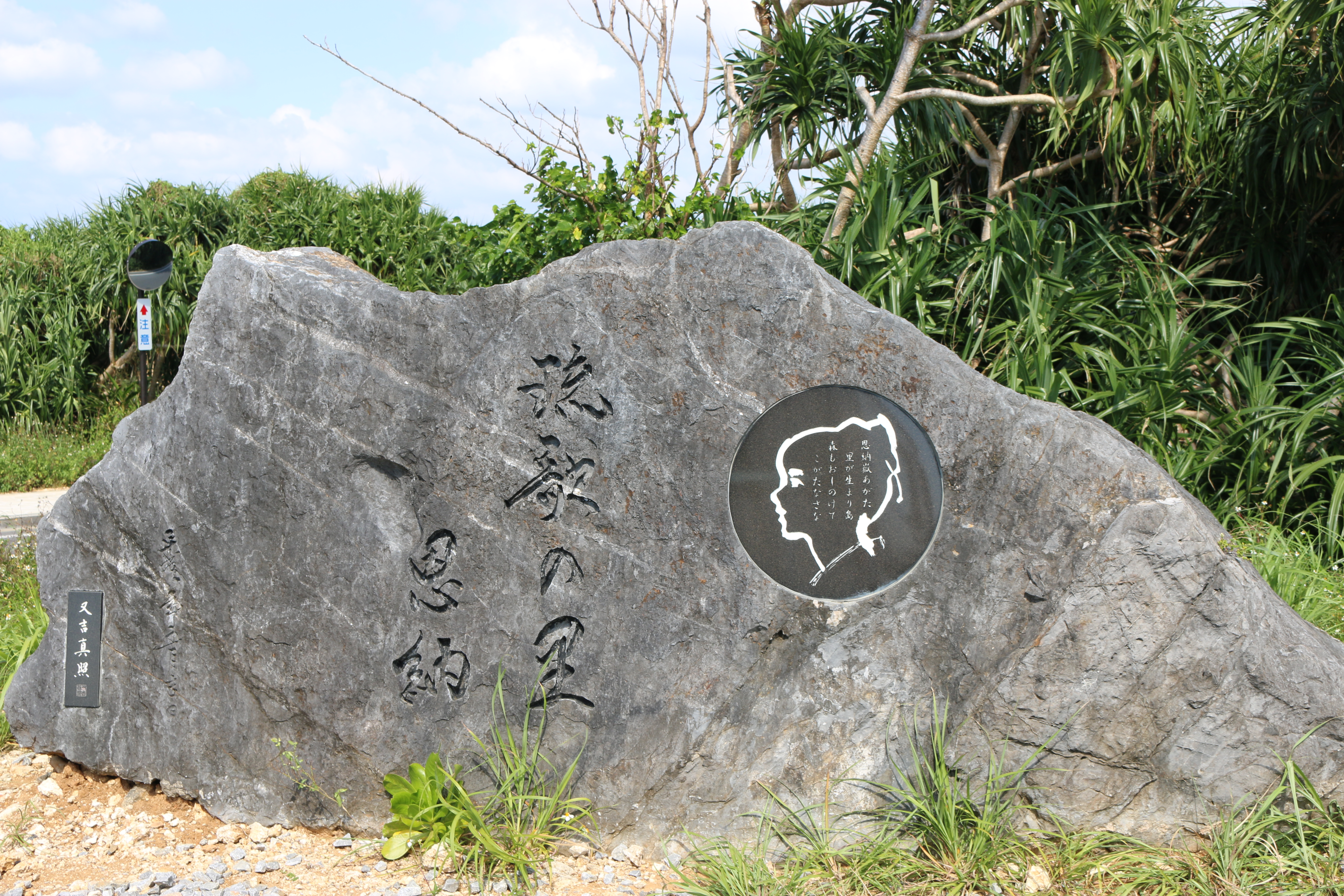
万座毛にある琉球を代表する歌人・恩納ナビーの歌碑

石灰岩の断崖上は平坦で、風衝草地には主にコウライシバやタイワンカモノハシなどの芝があり、段丘面にある母岩の石灰岩が岩錐状に露出した土壌の少ない立地には、オキナワマツバボタン、ナハエボシグサなどが混生している。
さらに、海岸断崖地（万座毛の北東側の崖地帯）には、生育地が限定され種の分布が生物地理学上重要視されているハナコミカンボク、オキナワスミレなどの沖縄の固有種が生育し、万座毛石灰岩植物群落として県指定天然記念物となっている。また、海岸林地植物群落があり、モクマオウやリュウキュウマツなどの常緑高木や、タラノキやオオイタビなどの常緑低木が分布している。

## 米軍基地

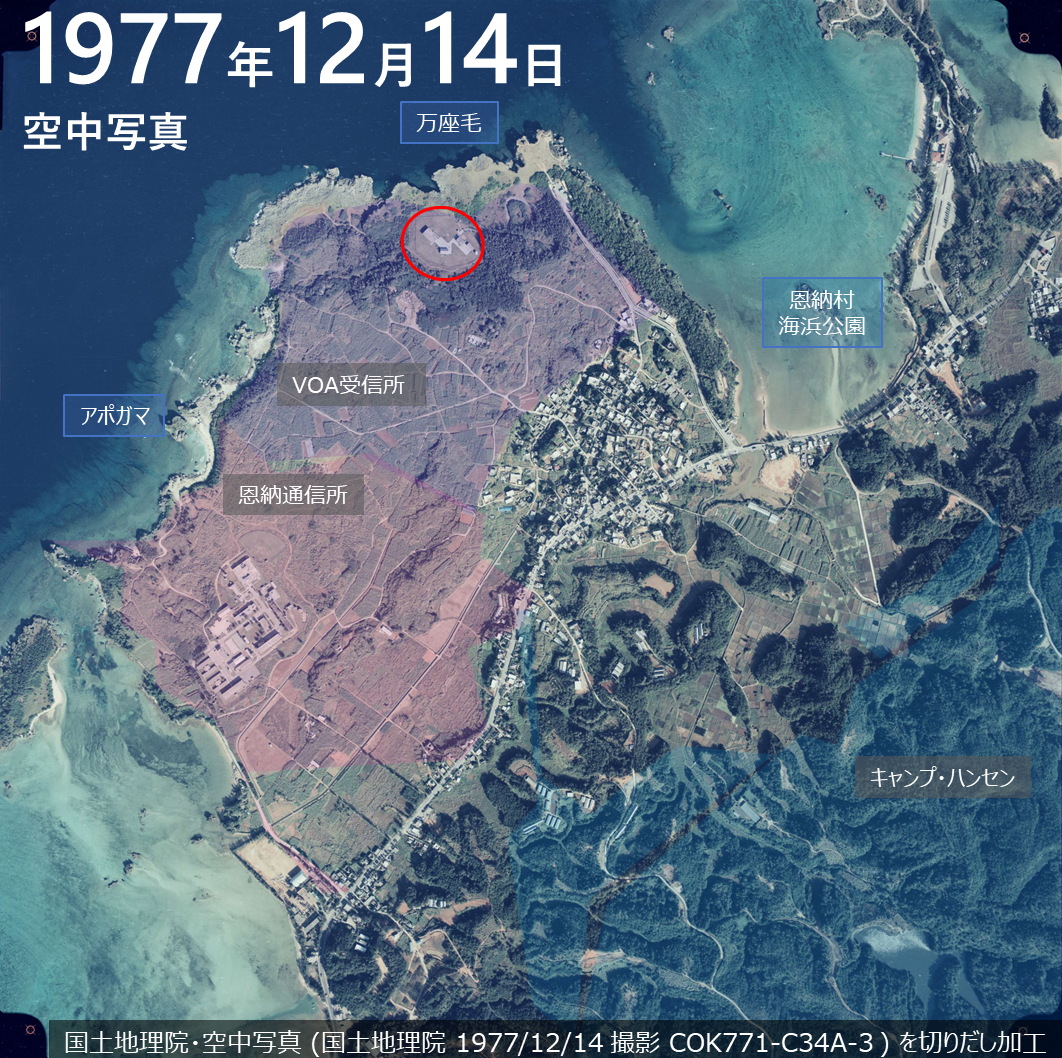
万座毛と恩納VOA受信所、南側に隣接する恩納通信所、また東側に広がるキャンプ・ハンセン。

万座毛の位置する岬全域はアポガマやウドゥイガマなど美しい景勝地が連なり、今後、再開発が進められる予定である。再開発が遅れていたのは、南側に広大に広がる米海兵隊基地キャンプ・ハンセンに加え、万座毛を含めた岬全域が米軍基地となっていたことに起因する。現在、観光ルートとなっている万座毛を含む岬の北半分は1951年に接収されてVOA通信所となり、象の鼻岩からすぐ南側にはVOA通信所の庁舎が建設された。また南側も米軍恩納通信所として接収された。1972年の沖縄返還から５年後の1977年に恩納VOA通信所が返還され、また南側の米海兵隊基地恩納通信所は1996年に返還された。恩納通信所では返還後に大量の汚染物質が見つかり、再開発を困難なものにさせていたが、ここでも大型リゾートホテル建設の誘致が進んでいる。

## 再開発

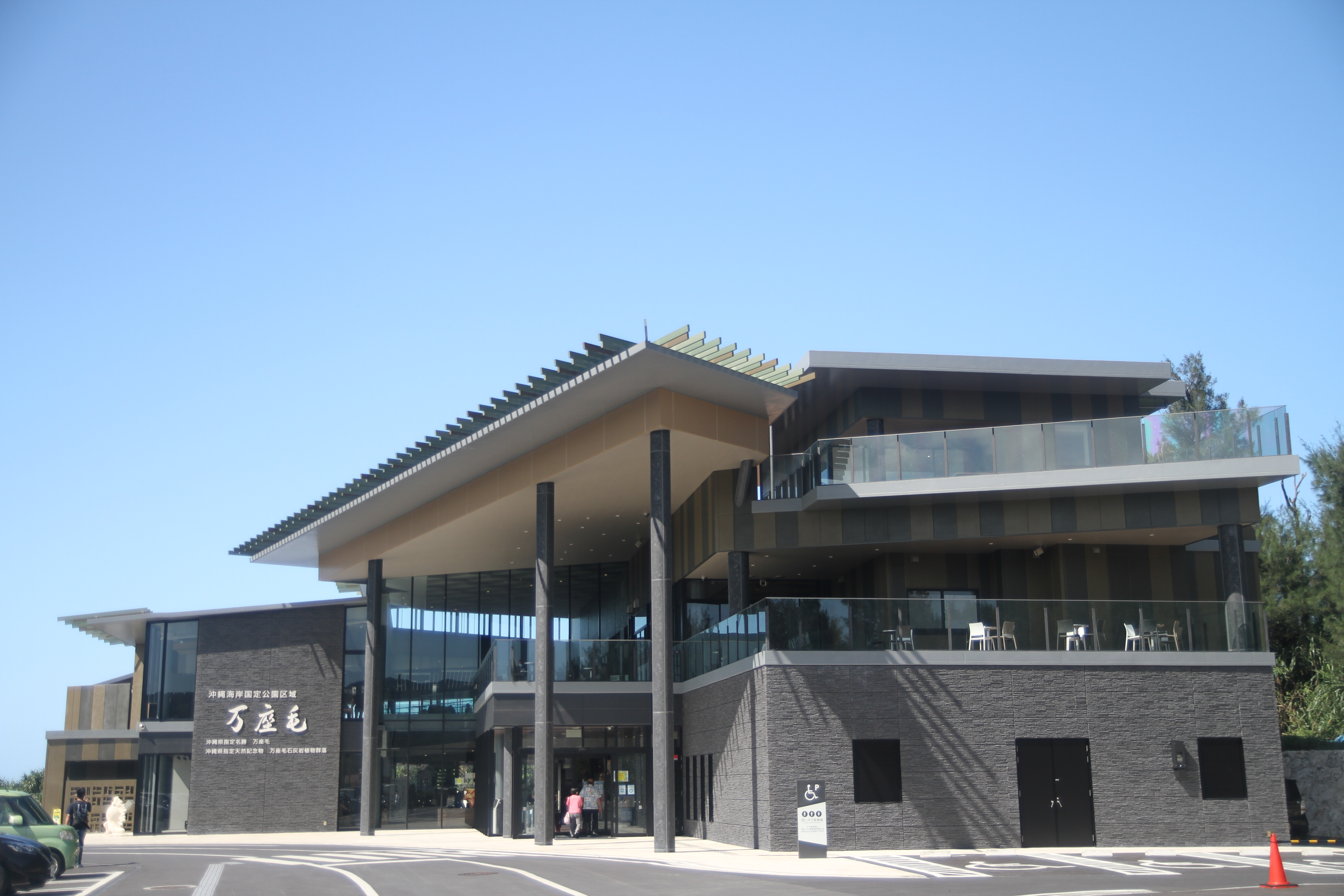
2020年10月にオープンした万座毛周辺活性化施設

万座毛周辺では道路、駐車場および売店が整備されていたが、2020年10月2日に万座毛株式会社が運営する「万座毛周辺活性化施設」がオープン、館内に売店が移転し、その他フードコート、展望台などが設けられている。また、これ以後、万座毛の園地への入場が有料化され、小学生以上1人100円が必要となっている。2022年の訪日外国人インバウンドを対象とした調査では、1位の「沖縄美ら海水族館」に続き、景勝地の万座毛が2位となった。

## 交通アクセス
- 琉球バス交通・沖縄バス恩納村役場前バス停から徒歩にて15 - 20分。（参考：バスマップ沖縄）
- 沖縄自動車道屋嘉ICから約7キロメートル[3]。